# يوهان ياكوب موزر
يوهان ياكوب موزر (بالألمانية: Johann Jacob Moser)‏ هو محامي ومحامي وصحفي الرأي وسياسي ألماني، ولد في 18 يناير 1701 بشتوتغارت في ألمانيا، وتوفي بنفس المكان في 30 سبتمبر 1785.